# Wojewódzki ośrodek doradztwa rolniczego
Wojewódzki ośrodek doradztwa rolniczego – jednostka doradztwa rolniczego, państwowa jednostka organizacyjna posiadają osobowość prawną podległa ministrowi właściwemu do spraw rozwoju wsi, pełniąca funkcje doradcze, wdrożeniowe, upowszechnieniowe i szkoleniowe wobec rolników indywidualnych. Wojewódzkie ośrodki doradztwa rolniczego rozpoczęły funkcjonować w 1991 r.

## Powstanie wojewódzkich ośrodków doradztwa rolniczego
W 1991 r. decyzją ministra rolnictwa i wojewodów przekształcono wojewódzkie ośrodki postępu rolniczego w wojewódzkie ośrodki doradztwa rolniczego. Zmiana nazewnictwa ośrodków miała charakter oddolny, bez umocowania ustawowego. Motywem zmian była niewydolność organizacyjna i ekonomiczna ośrodków, mała skuteczność porad oraz niska efektywność wdrażania i upowszechniania postępu rolniczego. Nastąpiło oddzielenie funkcji doradczych od produkcyjnych, poprzez rezygnację z prowadzenia gospodarstwa rolnego. Struktura ODR oparta była na 268 rejonach i 2342 gminach. W 1999 r., w związku z przejściem na trójstopniowy podział administracyjny kraju, zmniejszono liczbę ośrodków z 49 do 16 jednostek. Nowa struktura organizacyjna ośrodków opierała się na 314 powiatach i 2477 gminach.

## Ustawa o wojewódzkich ośrodkach doradztwa rolniczego z 2004 r.
Ustawą Sejmu RP z 2004 r. o jednostkach doradztwa rolniczego, określono organizację, zadania i zasady działania jednostek doradztwa rolniczego. Jednostkami doradztw rolniczego stały się Centrum Doradztwa Rolniczego i 16 wojewódzkich ośrodków doradztwa rolniczego. W ustawie ustalono, że ośrodki są państwowymi jednostkami organizacyjnymi posiadającymi osobowość prawną. Jednostki prowadzą doradztwo rolnicze obejmujące działania w zakresie rolnictwa, rozwoju wsi, rynków rolnych oraz wiejskiego gospodarstwa domowego. Celem ośrodków była poprawa poziomu dochodów rolniczych i podnoszenie konkurencyjności rynkowej gospodarstw rolnych, wspieranie zrównoważonego rozwoju obszarów wiejskich oraz podnoszenie kwalifikacji zawodowych rolników.
Wśród podstawowych zadań ośrodków było między innymi:
- prowadzenie szkolenia dla rolników i innych mieszkańców obszarów wiejskich,
- prowadzenie działalności w zakresie podnoszenia kwalifikacji zawodowych rolników,
- prowadzenie działalności informacyjnej wspierającą rozwój produkcji rolniczej,
- prowadzenie analizy rynku artykułów rolno-spożywczych i środków produkcji rolniczej,
- upowszechnianie metod produkcji rolniczej i stylu życia przyjaznego dla środowiska.

Jednostki doradztwa rolniczego prowadziły samodzielną gospodarkę finansową w ramach środków pochodzących z dotacji budżetowych, przychodów uzyskiwanych z tytułu prowadzonej działalności gospodarczej oraz innych źródeł, w tym darowizn, zapisów itp.
Ośrodki doradztwa rolniczego jako jednostki budżetowe podlegały wojewodzie. Wojewoda w drodze zarządzenia nadawał statut ośrodkowi doradztwa rolniczego. Organem jednostki doradztwa rolniczego był dyrektor powoływany i odwoływany przez wojewodę.

## Wojewódzkie ośrodki doradztwa rolniczego pod nadzorem samorządów województwa (2009)
Ustawą Sejmu RP z 2009 r. w sprawie zmiany organizacji i podziale zadań administracji publicznej w województwie ustalono, że ośrodki przechodzą spod nadzoru wojewody pod nadzór sejmiku województwa. Jednostkami doradztwa rolniczego zostały Centrum Doradztwa Rolniczego i 16 wojewódzkich ośrodków doradztwa rolniczego. Ośrodki doradztwa rolniczego stały się samorządowymi osobami prawnymi. Sejmik nadawał w drodze uchwały statut ośrodkom i zatwierdzał na stanowisko dyrektora. Jednostki otrzymywały z budżetu państwa dotacje celowe na wykonywanie zadań z zakresu doradztwa rolniczego.

## Wojewódzkie ośrodki doradztwa rolniczego pod nadzorem zarządu województwa (2012)
Ustawą Sejmu RP o zmianie ustawy o jednostkach doradztwa rolniczego z 2012 r. ośrodki przeszły spod nadzoru samorządu województwa pod nadzór zarządu województwa. Zarząd województwa nadawał statut ośrodkom oraz powoływał dyrektora. Ośrodki otrzymywały dotacje podmiotowe z budżetów jednostek samorządu terytorialnego na wykonywanie zadań z zakresu doradztwa rolniczego.

## Wojewódzkie ośrodki doradztwa rolniczego pod nadzorem ministra rolnictwa (2016)
W ustawie sejmowej o zmianie ustawy o jednostkach doradztwa rolniczego z 2016 r. stwierdzono, że ośrodki stają się państwowymi jednostkami organizacyjnymi posiadającymi osobowość prawną i podlegają ministrowi właściwemu do spraw rozwoju wsi. Ponadto minister rolnictwa w drodze zarządzenia, nadawał każdemu ośrodkowi odrębny statut. Organem jednostki doradztwa rolniczego był dyrektor powoływany i odwoływany przez ministra właściwego do spraw rozwoju wsi. Ośrodki doradztwa rolniczego działały na podstawie: rocznego programu działalności, rocznego planu finansowego (dotacji) i środków płynących z usług doradczych.

## Rada społeczna doradztwa rolniczego
Zgodnie z ustawą sejmową z 2004 r. przy jednostkach doradztwa rolniczego funkcjonowała rada społeczna doradztwa rolniczego. Rada była organem opiniodawczo-doradczym dyrektora ośrodka. Do zadań rady należało opiniowanie planu działania i sprawozdania z realizacji planu. Rada zgłaszała wnioski w sprawach dotyczących funkcjonowania jednostek doradztwa rolniczego. Kadencja rady trwała pięć lat, a w jej skład wchodziło 12 członków, wywodzących się ze środowiska wojewody i marszałka województwa, izby rolniczej, uczelni rolniczej oraz przedstawicieli związków rolników.

## Wynagrodzenie i premiowanie doradców wojewódzkich ośrodków doradztwa rolniczego
W rozporządzenie Ministra Rolnictwa i Rozwoju Wsi z 2005 r. przyjęto stawki wynagrodzenia w zależności od pełnionego stanowiska, poziomu wykształcenia i stażu pracy w wysokości od 850 zł do 4000 zł miesięcznie. Poza wynagrodzeniem zasadniczym każdemu pracownikowi ośrodka przysługiwał dodatek za wysługę lat (maksymalnie 20%), okresowa nagroda jubileuszowa w wysokości od 75% do 400% miesięcznego wynagrodzenia oraz premie z funduszu nagród.
W rozporządzeniu Ministra Rolnictwa i Rozwoju Wsi z 2008 r. stawki wynagrodzenia zasadniczego podniesiono odpowiednio od 1246 zł do 6000 zł miesięcznie. Poza stawkami wynagrodzenia zasadniczego dla pracowników jednostek doradztwa rolniczego wprowadzono stawki dodatku funkcyjnego, które wynosiły od 15% do 135% najniższego wynagrodzenia zasadniczego.
W rozporządzenie Ministra Rolnictwa i Rozwoju Wsi z 2020 r., stawki wynagrodzenia zasadniczego podniesiono odpowiednio od 2600 zł do 10 000 zł miesięcznie. Utrzymano dodatki funkcyjne, które kształtowane były w zależności od wymagań kwalifikacyjnych jednostek, związane z pełnioną funkcją, uzyskanym wykształceniem i stażem pracy.

## Zatrudnienie w wojewódzkich ośrodkach doradztwa rolniczego
W 1991 r. zatrudnienie w ośrodkach ogółem wynosiło 5846 osób, w tym 4597 osób kadry kierowniczej i doradców (specjalistów). W 2017 r. liczba zatrudnionych ogółem spadła do 4070, w tym 3429 osób kadry kierowniczej i doradców (specjalistów). Wykształceniem wyższym charakteryzowało się 87,2% zatrudnionych specjalistów i doradców. Wiek zatrudnionych specjalistów i doradców przedstawiał się następująco: w przedziale do 30 lat było 9,0% zatrudnionych, w przedziale 31–50 lat – 44,3%, w wieku powyżej 50 lat – 46,7% ogółu zatrudnionych. Wśród zatrudnionych kobiety stanowiły 58,2%.